# روزدراژو
روزدراژو (به لهستانی:  Rozdrażew) یک روستا در لهستان است که در گمینا روزدراژو واقع شده‌است. روزدراژو ۱٬۸۰۰ نفر جمعیت دارد.